# Отряд специального назначения «Гром»
Отряд специального назначения «Гром» МВД России — российские подразделения специального назначения, с 2003 года в составе ФСКН России, с 6 декабря 2016 года в составе МВД России.

## История

Нашивка ОСН «Гром» (вариант со змеёй)

В 2003 году в составе Госнаркоконтроля на базе Управления физической защиты упразднённой ФСНП России были созданы подразделения спецназа «Гром». 6 декабря 2016 года спецназ ФСКН «Гром» переведен в состав МВД России, в структуру Главного управления по контролю за оборотом наркотиков (ГУНК). В московском управлении МВД на 2017 год в штате регионального отделения «Грома» числилось 65 человек, позднее численность отрядов «Грома» была резко увеличена. «Гром» обеспечивал силовую поддержку мероприятий, проводимых не только ГУНК, но и другими подразделениями МВД.

В 2017 году на коллегии МВД Владимир Путин публично предостерегал о недопустимости создания в составе МВД «второй Росгвардии». По утверждению депутата Александра Хинштейна, в МВД, тем не менее, попытались сформировать собственный спецназ, который мог бы быть использован в качестве альтернативы переданным Росгвардии подразделениям СОБРа и ОМОНа, а после начала российского вторжения на Украину эти попытки активизировались: «Была более чем вдвое увеличена численность «Грома», его задачи также расширились». 17 июля 2023 года Хинштейн заявил, что после попытки мятежа ЧВК «Вагнер» 23-24 июня президентом России было принято решение перевести ОСН «Гром» из МВД в состав Росгвардии. По информации газеты «Ведомости», указ о переводе «Грома» в Росгвардию был подписан 16 июля. По состоянию на 27 октября ОСН «Гром» уже находился в составе Росгвардии.

## Инциденты
23 июня 2022 года трое активистов движения «СтопХам» сделали замечание водителю автомобиля, который пытался припарковаться на тротуаре. Водитель представился сотрудником «Грома». После того, как активисты попытались помешать ему покинуть место инцидента, ситуация накалилась и перетекла в избиение стопхамовцев, к которому присоединились другие представители подразделения. По версии следствия, три активиста «СтопХам» напали на 15 бойцов отряда, причинив им «ушибы мягких тканей головы и грудной клетки, ссадины и кровоподтеки на руках». Активистов движения «Стоп-Хам» приговорили к шести годам лишения свободы.

В феврале 2023 года начальник МУРа получил ранение в Москве во время операции «Грома», а в апреле бойцы отряда застрелили человека в ходе штурма квартиры в Санкт-Петербурге. В июле 2023 года бойцы «Грома» проводили регулярные проверки мест нахождения нелегальных мигрантов в городе Котельники Московской области после огромного количества жалоб местных жителей. 13 июля во время очередного рейда была осуществлена проверка молельного дома мусульман. В ответ на это при поддержке азиатских и закавказских диаспор было записано обращение в адрес президента с критикой действий силовиков. Местные жители ответили своим видеообращением в поддержку «Грома». Председатель Национального антикоррупционного комитета и член СПЧ Кирилл Кабанов заявил:

Сам вид обращения членов общины, его тональность больше похожи на ультиматум бойцов ММА. В других публикациях содержатся призывы к вооруженным «братьям» защитить их от якобы незаконных действий. Это так они за мир во всем мире выступают. По их мнению, мироустройство должно быть исключительно под них, потому что они приехали.

Глава Чечни Рамзан Кадыров, являющийся генерал-полковником Росгвардии и куратором отряда специального назначения «Ахмат», заявил, что подобные действия силовиков «скорее напоминают бандитский налет и заслуживают по меньшей мере служебного выговора». Кадыров поручил[уточнить] разобраться с этой ситуацией депутату Государственной думы Адаму Делимханову, который после диалога с губернатором Подмосковья Андреем Воробьёвым сказал, что «мы не оставляли и не оставим подобное преступное поведение в отношении мусульман <...>. Мы будем добиваться справедливости в этой ситуации и сделаем всё, чтобы виновные понесли заслуженное наказание».

## Известные бойцы
Об офицере ОСН «Гром» Герое России А. Н. Головашкине снят документальный фильм «И грянул «Гром» режиссёра Сергея Бадюка из цикла «Страна героев».
Братья Константин и Борис Воеводины, оба являются русскими националистами и выходцами из Санкт-Петербурга, воевали в составе отряда русских националистов ДШРГ «Русич» в ходе войны в Донбассе.